# Conquista francesa de Argelia
La conquista francesa de Argelia se inició el 14 de junio de 1830 con el desembarco del general Bourmont en Staoueli, tras derrotar el 19 y el 24 a las tropas argelinas, toma Argel el 5 de julio y el 4 de enero de 1831 Orán. Convirtiendo a Argelia en una colonia del Imperio colonial francés hasta 1962, año en el que el país recuperaría su independencia luego de una larga guerra que había comenzado en 1954.

## Contexto

Los beylicatos (provincias) de Argel. El Dar-es-Soltane era la parte directamente controlada por el Dey.

El objetivo de esta conquista, por parte de Francia, era combatir e incluso destruir la piratería bárbara cometida durante siglos por las populaciones locales árabes-bereberes musulmanas contra los civiles europeos cristianos blancos, capturados para ser reducidos a la esclavitud física (los hombres) y sexual (las mujeres) con el fin de asegurar Europa y las costas mediterráneas, así como liberar a los civiles europeos esclavizados mantenidos cautivos.
Las partes costeras y montañosas de Argelia estaban controladas por la Regencia de Argel. La  Regencia, aunque nominalmente es parte del Imperio otomano, actuó independientemente del Sultán otomano. El Dey gobernaba todo la Regencia de Argel, pero solo ejerció control directo en y alrededor de Argel, con los Bey (gobernantes) establecido en el Oeste, Central y Este partes del país. El resto del territorio (incluida gran parte del interior), aunque nominalmente controlado por Argel, estaba efectivamente bajo el control de líderes locales  bereberes y  árabes, que normalmente actuaban como vasallos de Dey, aunque no siempre. En las partes del norte del Sahara, algunos reinos oasis como el Sultanato de Tuggurt estaban controlados por los Beys. Las partes internas del Sahara sólo fueron reclamadas por los Dey, mientras que en realidad estaban completamente controladas por confederaciones tribales y reinos más pequeños como el de Kel Ahaggar. El Dey fue apoyado, o en algunos casos controlado por los Jenízaros del Odjak de Argel, aunque su poder fue muy limitado después de 1817. El territorio limitaba al oeste con el Sultanato de Marruecos y al este con el Beylicato de Túnez. La frontera occidental, el río Tafna|, era particularmente porosa ya que había conexiones tribales compartidas que la cruzaban.
La Regencia de Argel fue una de las principales bases de los piratas de Berbería y el comercio de esclavos de Berbería que atacaron barcos cristianos y asentamientos costeros en el Mediterráneo y el Atlántico norte. Como el resto de la Costa de Berbería, la Regencia de Argel vivía del comercio de esclavos o bienes capturados de Europa,  América y África subsahariana. Las potencias europeas bombardearon Argel en diferentes ocasiones en represalia y Estados Unidos provocó las guerras de Berbería para poner fin al corso argelino contra la navegación cristiana.
La conquista de Argelia comenzó en los últimos días de la Restauración borbónica en Francia por Carlos X de Francia. Su objetivo era poner fin definitivamente al corso de Berbería y aumentar la popularidad del rey entre el pueblo francés, particularmente en París, donde vivieron muchos veteranos de las guerras napoleónicas. La trata de esclavos argelina y la piratería cesaron inmediatamente después de que los franceses conquistaron Argel.

### Fan Affarir
En 1795-1796, la República Francesa contrató la compra de trigo para el ejército francés de dos comerciantes judíos en Argel. Los comerciantes, que tenían deudas con Hussein Dey, el dey de Argel, afirmaron que no podían pagar esas deudas hasta que Francia les pagara las suyas. El dey negoció sin éxito con Pierre Deval, el cónsul francés, para rectificar esta situación, y sospechaba que Deval colaboraba con los comerciantes en su contra, especialmente porque el gobierno francés no hizo ninguna provisión para pagar a los comerciantes. En 1820 el sobrino de Deval Alexandre, cónsul en Bône, enfureció aún más al dey al fortalecer los almacenes franceses en Bône y La Calle a pesar de los acuerdos previos.

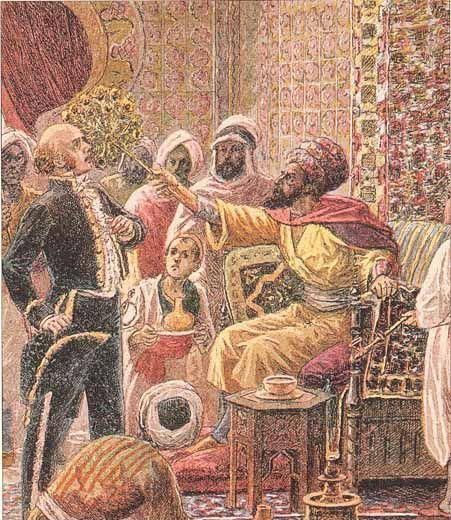
El "Fan Affair", que se convirtió en invasión.

Después de una polémica reunión el 29 de abril de 1827 en la que Deval se negó a proporcionar respuestas satisfactorias, el dey golpeó a Deval con su batidor (entonces llamado ventilador). Carlos X utilizó este desaire contra su representante diplomático para pedir primero una disculpa al dey y luego iniciar un bloqueo contra el puerto de Argel. El bloqueo duró tres años y fue principalmente en detrimento de los comerciantes franceses que no pudieron hacer negocios con Argel, mientras que los piratas de Berbería aún pudieron evadir el bloqueo. Cuando Francia en 1829 envió un embajador al dey con una propuesta de negociación, éste respondió con fuego de cañón dirigido hacia uno de los barcos bloqueadores. Los franceses decidieron entonces que se requería una acción más contundente.
Tras el fracaso de la visita del embajador, Carlos nombró como primer ministro a Jules de Polignac, un conservador ultrarrealista de la línea dura. Esto indignó a la oposición liberal francesa, que entonces tenía una mayoría en la Cámara de Diputados (Cámara de Diputados de Francia). Polignac abrió negociaciones con Muhammad Ali de Egipto para dividir esencialmente el norte de África. Alí, aunque nominalmente vasallo de los otomanos, finalmente rechazó esta idea. A medida que la opinión popular seguía elevándose contra Polignac y el rey, decidieron que una victoria en política exterior como la captura de Argel volvería a cambiar la opinión a su favor.

## Invasión de Argel, guerra con la regencia

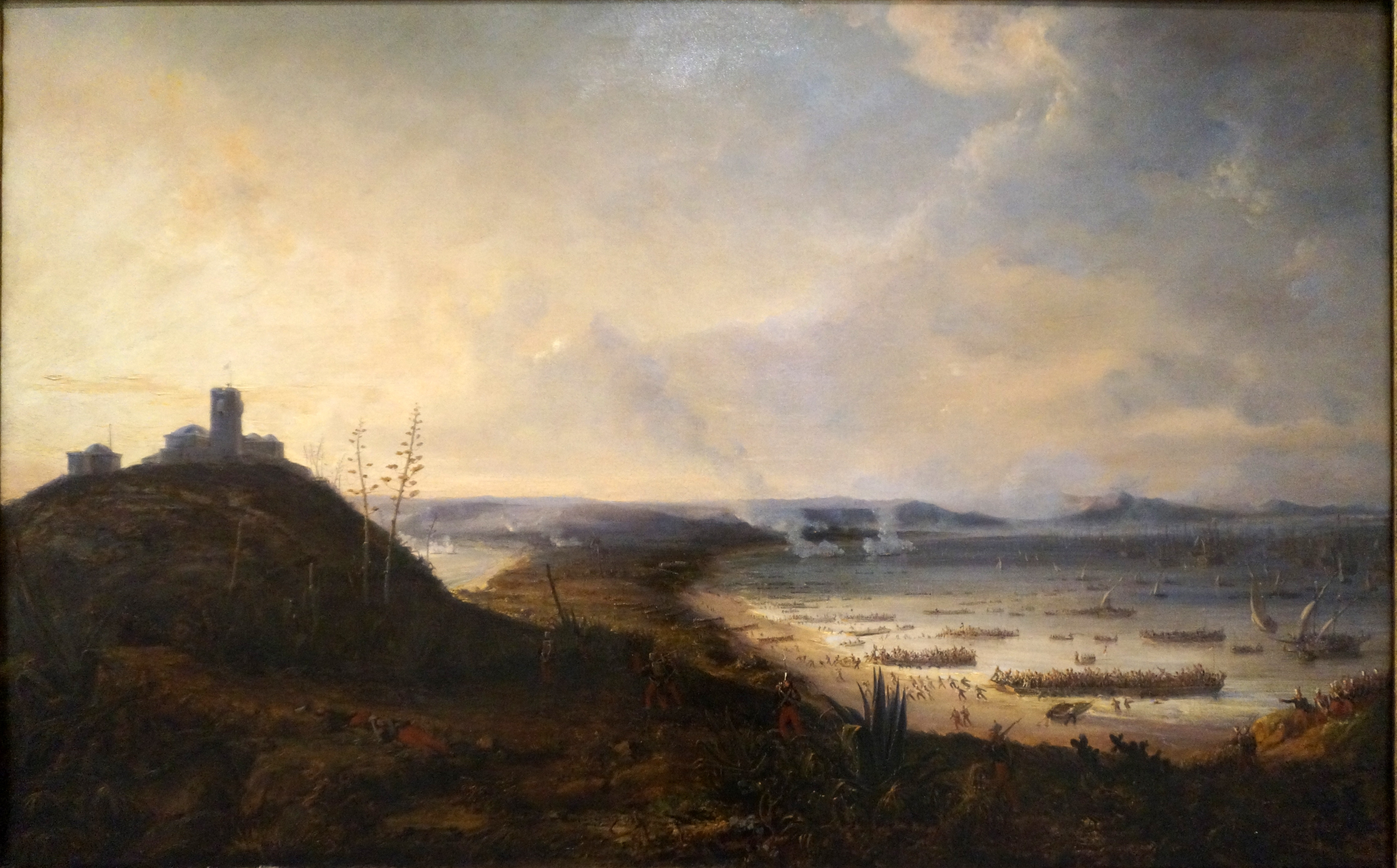
En Sidi-Ferruch por Pierre-Julien Gilbert.

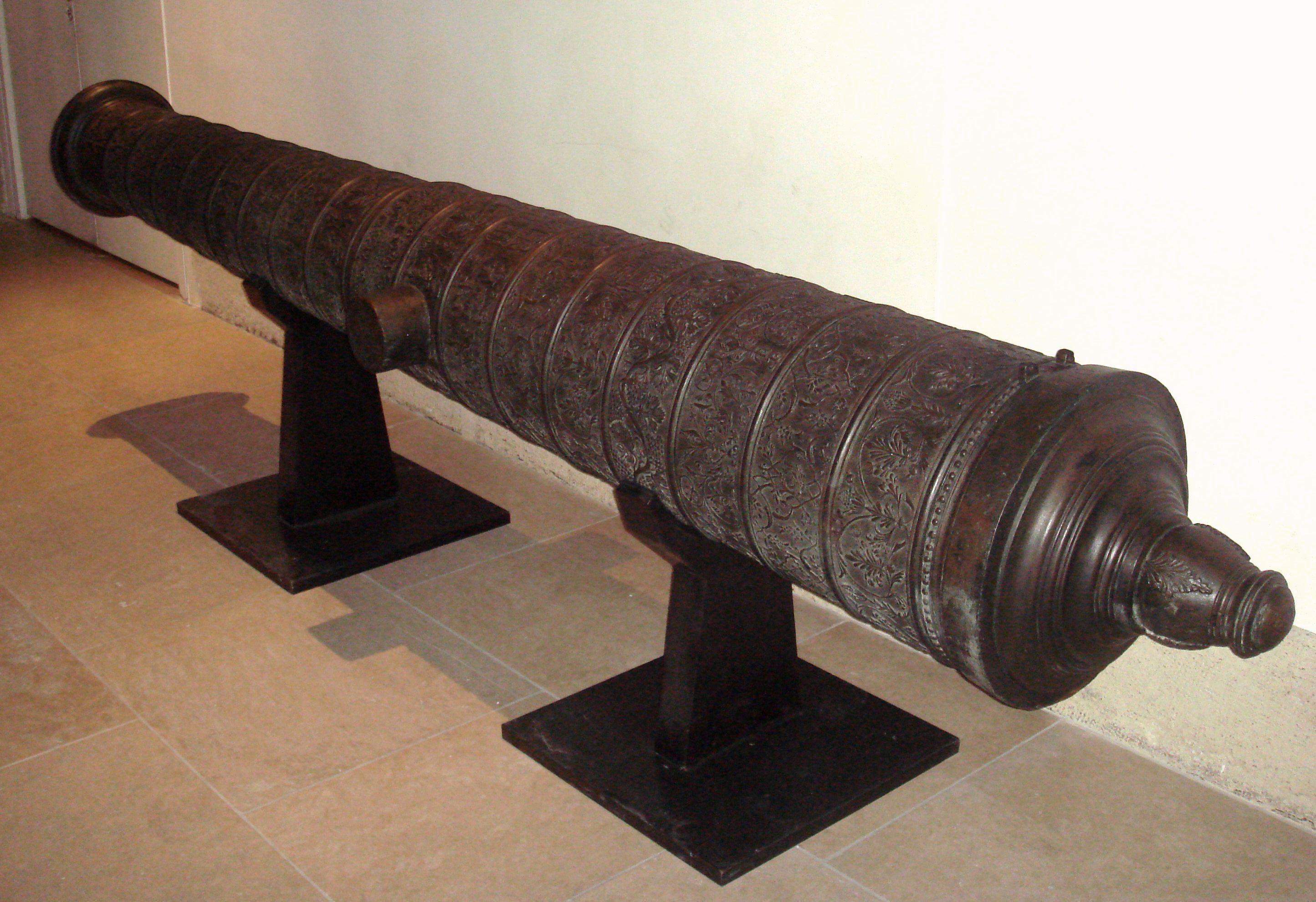
Ornamentado Cañón otomano, longitud: 385 cm, calibre: 178 mm, peso: 2910, proyectil de piedra, fundado el 8 de octubre de 1581 en Argel, confiscado por Francia en Argel en 1830. Musée de l'Armée, París.

El almirante Duperré tomó el mando en Toulon de una armada de 600 barcos y luego se dirigió a Argel. Siguiendo un plan para la invasión de Argelia desarrollado originalmente bajo Napoleón en 1808, el general de Bourmont luego desembarcó 34 000 soldados 27 kilómetros (16,8 mi) al oeste de Argel, en Sidi Ferruch, el 14 de junio de 1830. Para enfrentarse a los franceses, los dey enviaron 7000 jenízaros, 19 000 soldados de los beys de Constantina y de Orán, y unas 17 000 cabilas bereberes.

## Bajas
Entre 1839 y 1849, 15 000 franceses y 285 000 argelinos murieron durante la conquista de Argelia.
| Año  | Tropas activas | Muertos en el hospital | Muertos en combate |
| ---- | -------------- | ---------------------- | ------------------ |
| 1831 | 71,190         | 1,005                  | 55                 |
| 1832 | 21,511         | 1,998                  | 48                 |
| 1833 | 26,681         | 2,512                  |                    |
| 1834 | 29,858         | 1,991                  | 24                 |
| 1835 | 29,485         | 2,335                  | 310                |
| 1836 | 29,897         | 2,139                  | 606                |
| 1837 | 40,147         | 4,502                  | 121                |
| 1838 | 48,167         | 2,413                  | 150                |
| 1839 | 50,367         | 3,600                  | 163                |
| 1840 | 61,204         | 9,567                  | 227                |
| 1841 | 72,000         | 7,802                  | 349                |
| 1842 | 70,853         | 5,588                  | 225                |
| 1843 | 75,034         | 4,809                  | 84                 |
| 1844 | 82,037         | 4,664                  | 167                |
| 1845 | 95,000         | 4,664                  | 601                |
| 1846 | 99,700         | 6,862                  | 116                |
| 1847 | 87,704         | 4,437                  | 77                 |
| 1848 | 75,017         | 4,406                  | 13                 |
| 1849 | 70,774         | 9,744                  |                    |
| 1850 | 71,496         | 4,098                  |                    |
| 1851 | 65,598         | 3,193                  |                    |